# Eddy Gragus
Eddy Gragus (Boulder, 15 februari 1968) is een voormalig wielrenner uit de Verenigde Staten, die in het verleden uitkwam voor onder meer US Postal Service (1996-1997). Hij was actief als beroepsrenner van 1995 tot 2003.

## Erelijst
1994
- 1e etappe Cyclkebration Cincinnati

1995
- 4e etappe Ronde van Polen
- Proloog Tour of Willamette
- 2e etappe Tour of Willamette

1996
- 10e etappe Rutas de America
- Amerikaans kampioen op de weg, Elite
- 1e in USPro Ch'ship
- 1e in Philadelphia International Championship

1999
- 4e etappe Celestonial Seasonings Red Zinger Race

2000
- 1e in Manayunk Wall Hill Climb
- 3e etappe Fitchburg Longsjo Classic

2003
- Proloog Estes Cycling Challenge Colorado
- 2e etappe Estes Cycling Challenge Colorado
- Eindklassement Estes Cycling Challenge Colorado